# Brignon
 (décembre 2016).
Si vous disposez d'ouvrages ou d'articles de référence ou si vous connaissez des sites web de qualité traitant du thème abordé ici, merci de compléter l'article en donnant les références utiles à sa vérifiabilité et en les liant à la section « Notes et références ».
Pour les articles homonymes, voir Brignon (homonymie).
Cet article possède des paronymes, voir Brognon et Brugnon.
Brignon est une commune française située dans le centre du département du Gard, en région Occitanie.
Exposée à un climat méditerranéen, elle est drainée par le Gard, la Droude, le ruisseau de l'Auriol et par divers autres petits cours d'eau. La commune possède un patrimoine naturel remarquable composé d'une zone naturelle d'intérêt écologique, faunistique et floristique.
Brignon est une commune rurale qui compte 713 habitants en 2022. Elle fait partie de l'aire d'attraction de Nîmes. Ses habitants sont appelés les Brignonais et Brignonaises.
Le patrimoine architectural de la commune comprend un immeuble protégé au titre des monuments historiques : l'enceinte de Brignon, inscrite en 2008.

## Géographie

### Localisation
Le village se situe à une trentaine de kilomètres de Nîmes, d'Alès et d'Uzès.
| Cruviers-Lascours     | Saint-Césaire-de-Gauzignan |                   |
|                       | Brignon                    | Castelnau-Valence |
| Boucoiran-et-Nozières | Sauzet                     | Moussac           |

### Climat
Pour des articles plus généraux, voir Climat de l'Occitanie et Climat du Gard.
En 2010, le climat de la commune est de type climat méditerranéen franc, selon une étude s'appuyant sur une série de données couvrant la période 1971-2000. En 2020, Météo-France publie une typologie des climats de la France métropolitaine dans laquelle la commune est exposée à un climat méditerranéen et est dans la région climatique Provence, Languedoc-Roussillon, caractérisée par une pluviométrie faible en été, un très bon ensoleillement (2 600 h/an), un été chaud (21,5 °C), un air très sec en été, sec en toutes saisons, des vents forts (fréquence de 40 à 50 % de vents > 5 m/s) et peu de brouillards.
Pour la période 1971-2000, la température annuelle moyenne est de 13,9 °C, avec une amplitude thermique annuelle de 17,6 °C. Le cumul annuel moyen de précipitations est de 859 mm, avec 6,7 jours de précipitations en janvier et 3,1 jours en juillet. Pour la période 1991-2020, la température moyenne annuelle observée sur la station météorologique la plus proche, située sur la commune de La Rouvière à 7 km à vol d'oiseau, est de 14,5 °C et le cumul annuel moyen de précipitations est de 914,4 mm,. Pour l'avenir, les paramètres climatiques de la commune estimés pour 2050 selon différents scénarios d'émission de gaz à effet de serre sont consultables sur un site dédié publié par Météo-France en novembre 2022.

### Voies de communication et transports
La commune possède une gare sur la ligne ferroviaire Nîmes-Alès. Un embranchement partait de cette gare en direction d'Uzès, cette ligne n'existe plus aujourd'hui.

### Milieux naturels et biodiversité

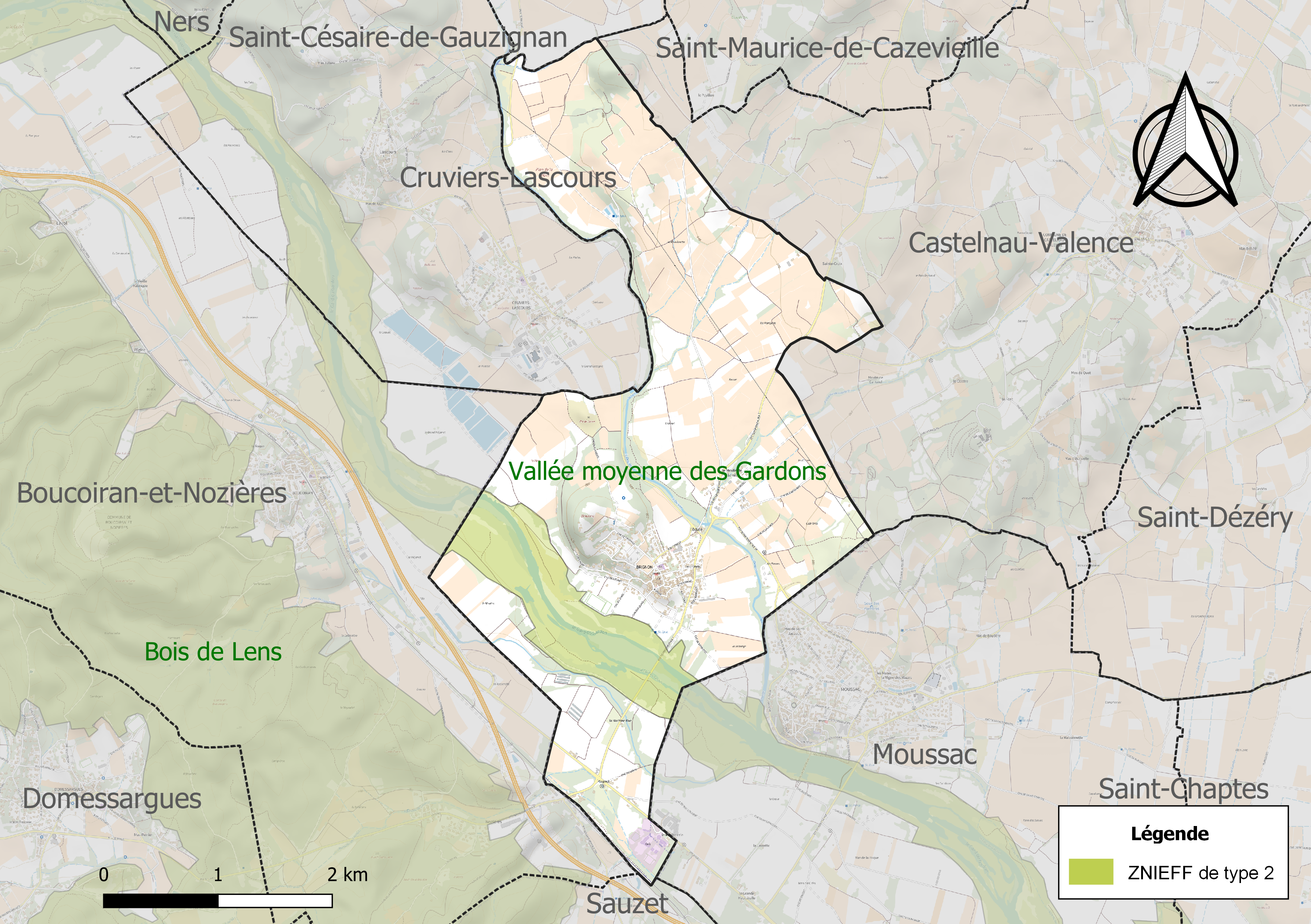
Carte de la ZNIEFF de type 2 localisée sur la commune.

L’inventaire des zones naturelles d'intérêt écologique, faunistique et floristique (ZNIEFF) a pour objectif de réaliser une couverture des zones les plus intéressantes sur le plan écologique, essentiellement dans la perspective d’améliorer la connaissance du patrimoine naturel national et de fournir aux différents décideurs un outil d’aide à la prise en compte de l’environnement dans l’aménagement du territoire.
Une ZNIEFF de type 2 est recensée sur la commune :
la « vallée moyenne des Gardons » (1 848 ha), couvrant 24 communes du département.

## Urbanisme

### Typologie
Au 1er janvier 2024, Brignon est catégorisée bourg rural, selon la nouvelle grille communale de densité à sept niveaux définie par l'Insee en 2022.
Elle est située hors unité urbaine. Par ailleurs la commune fait partie de l'aire d'attraction de Nîmes, dont elle est une commune de la couronne,. Cette aire, qui regroupe 92 communes, est catégorisée dans les aires de 200 000 à moins de 700 000 habitants,.

### Occupation des sols
L'occupation des sols de la commune, telle qu'elle ressort de la base de données européenne d’occupation biophysique des sols Corine Land Cover (CLC), est marquée par l'importance des territoires agricoles (86,1 % en 2018), en diminution par rapport à 1990 (89,2 %). La répartition détaillée en 2018 est la suivante : 
cultures permanentes (65,2 %), zones agricoles hétérogènes (20,9 %), milieux à végétation arbustive et/ou herbacée (5,7 %), zones urbanisées (4,8 %), espaces ouverts, sans ou avec peu de végétation (3,3 %). L'évolution de l’occupation des sols de la commune et de ses infrastructures peut être observée sur les différentes représentations cartographiques du territoire : la carte de Cassini (XVIIIe siècle), la carte d'état-major (1820-1866) et les cartes ou photos aériennes de l'IGN pour la période actuelle (1950 à aujourd'hui).

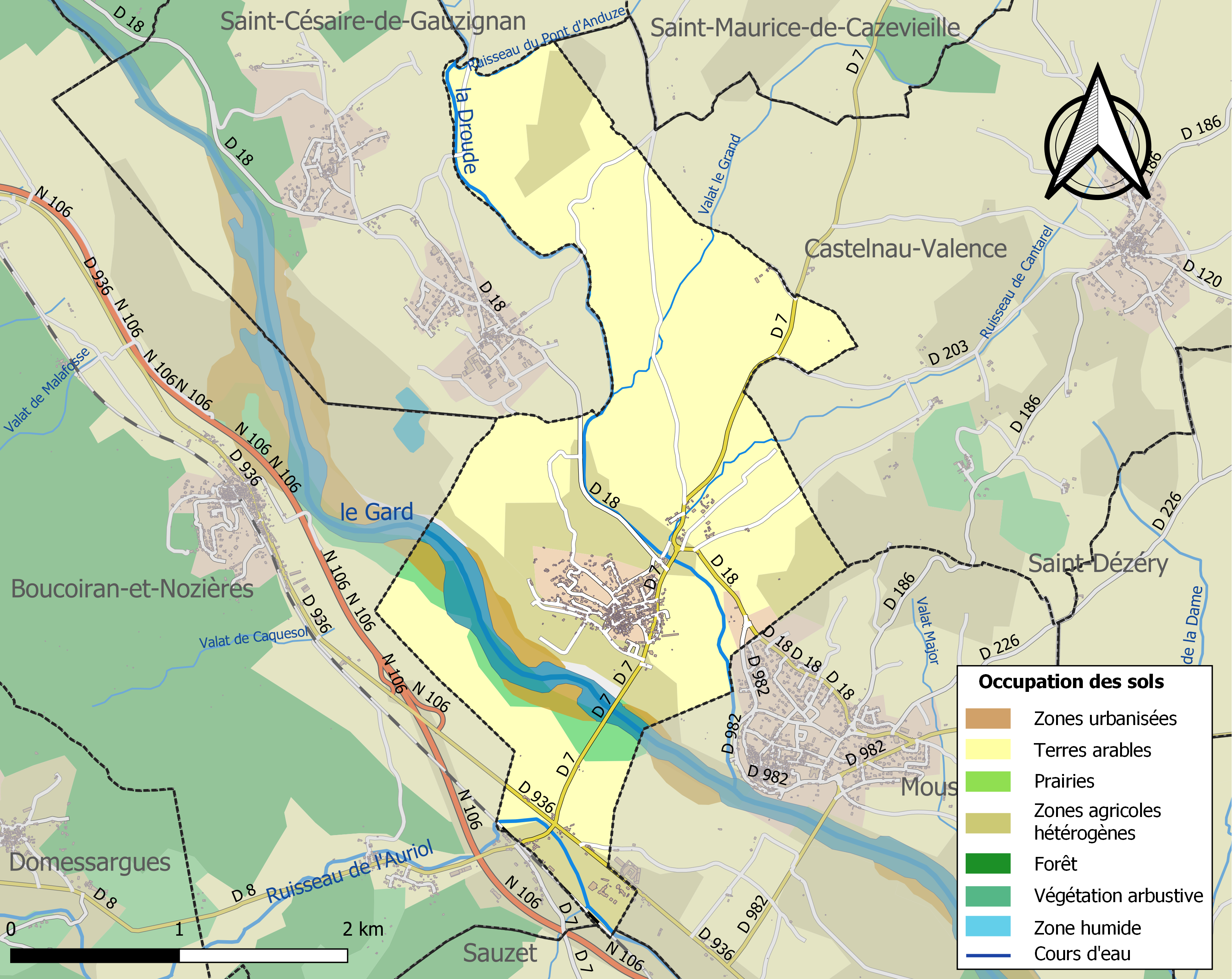
Carte des infrastructures et de l'occupation des sols de la commune en 2018 (CLC).

### Morphologie urbaine
Le village s'est un peu élargi autour du vieux bourg, tout en gardant la volonté de préserver son environnement.

### Risques majeurs
Le territoire de la commune de Brignon est vulnérable à différents aléas naturels : météorologiques (tempête, orage, neige, grand froid, canicule ou sécheresse), inondations, feux de forêts, mouvements de terrains et séisme (sismicité faible). Il est également exposé à deux risques technologiques, le transport de matières dangereuses et la rupture d'un barrage. Un site publié par le BRGM permet d'évaluer simplement et rapidement les risques d'un bien localisé soit par son adresse soit par le numéro de sa parcelle.

#### Risques naturels
Certaines parties du territoire communal sont susceptibles d’être affectées par le risque d’inondation par débordement de cours d'eau et par une crue torrentielle ou à montée rapide de cours d'eau, notamment le Gard, la Droude et le ruisseau de l'Auriol. La commune a été reconnue en état de catastrophe naturelle au titre des dommages causés par les inondations et coulées de boue survenues en 1982, 1993, 1994, 1997, 2001, 2002, 2005 et 2014,.

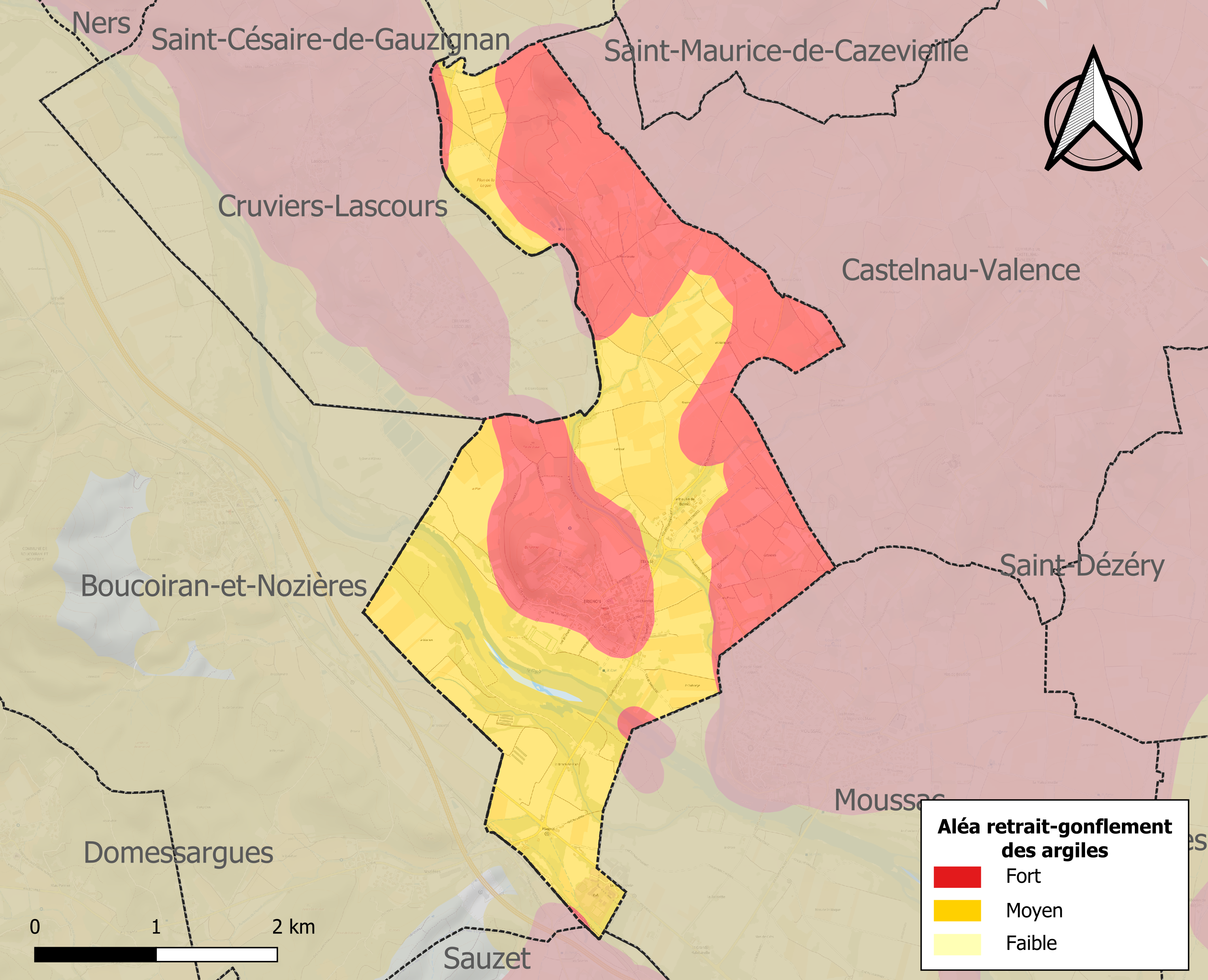
Carte des zones d'aléa retrait-gonflement des sols argileux de Brignon.

La commune est vulnérable au risque de mouvements de terrains constitué principalement du retrait-gonflement des sols argileux. Cet aléa est susceptible d'engendrer des dommages importants aux bâtiments en cas d’alternance de périodes de sécheresse et de pluie. 99,7 % de la superficie communale est en aléa moyen ou fort (67,5 % au niveau départemental et 48,5 % au niveau national). Sur les 334 bâtiments dénombrés sur la commune en 2019, 334 sont en aléa moyen ou fort, soit 100 %, à comparer aux 90 % au niveau départemental et 54 % au niveau national. Une cartographie de l'exposition du territoire national au retrait gonflement des sols argileux est disponible sur le site du BRGM,.
Par ailleurs, afin de mieux appréhender le risque d’affaissement de terrain, l'inventaire national des cavités souterraines permet de localiser celles situées sur la commune.

#### Risques technologiques
Le risque de transport de matières dangereuses sur la commune est lié à sa traversée par des infrastructures routières ou ferroviaires importantes ou la présence d'une canalisation de transport d'hydrocarbures. Un accident se produisant sur de telles infrastructures est en effet susceptible d’avoir des effets graves au bâti ou aux personnes jusqu’à 350 m, selon la nature du matériau transporté. Des dispositions d’urbanisme peuvent être préconisées en conséquence.
La commune est en outre située en aval du barrage de Sainte-Cécile-d'Andorge, un ouvrage de classe A doté d'un PPI. À ce titre elle est susceptible d’être touchée par l’onde de submersion consécutive à la rupture de cet ouvrage.

## Histoire

### Préhistoire
Brignon est un village qui a 4000 ans d'existence, le village actuel est positionné sur le flanc sud, d'une colline : le Serre de Brienne. Le site a été occupé dès le Chalcolithique, aux environs de 2000 ans avant Jésus Christ, des tessons de céramiques l'attestent. Des traces de cabanes sur les pentes sud de la colline prouvent une occupation humaine au VIIe siècle av. J.-C.

### Antiquité
Un premier oppidum se développe avec des Ligures. Il est appelé Briga, « hauteur fortifiée ». Des échanges se font avec Arles et Massalia (Marseille grecque) : on trouve des céramiques ioniennes, puis attique à figures rouges (collection Jean Monheim, architecte et archéologue de Brignon).
À la fin du Ve siècle av. J.-C., une nouvelle agglomération positionnée au sommet de la colline s'étend progressivement sur douze hectares. Dès le Ier siècle av. J.-C., cette ville nommée Briginno, chef-lieu de territoire, faisait partie de la confédération des Volques Arécomiques regroupés autour de Nîmes. Les archéologues ont trouvé sur le site une des plus anciennes peintures murales de France, ainsi qu'une habitation comprenant une chambre décorée d'enduits peints et d'un sol mosaïqué.
En 2017, un survol général du Serre de Brienne a permis le repérage de traces antiques qui feront l'objet d'une détection par géoradar en 2018.

### Moyen Âge

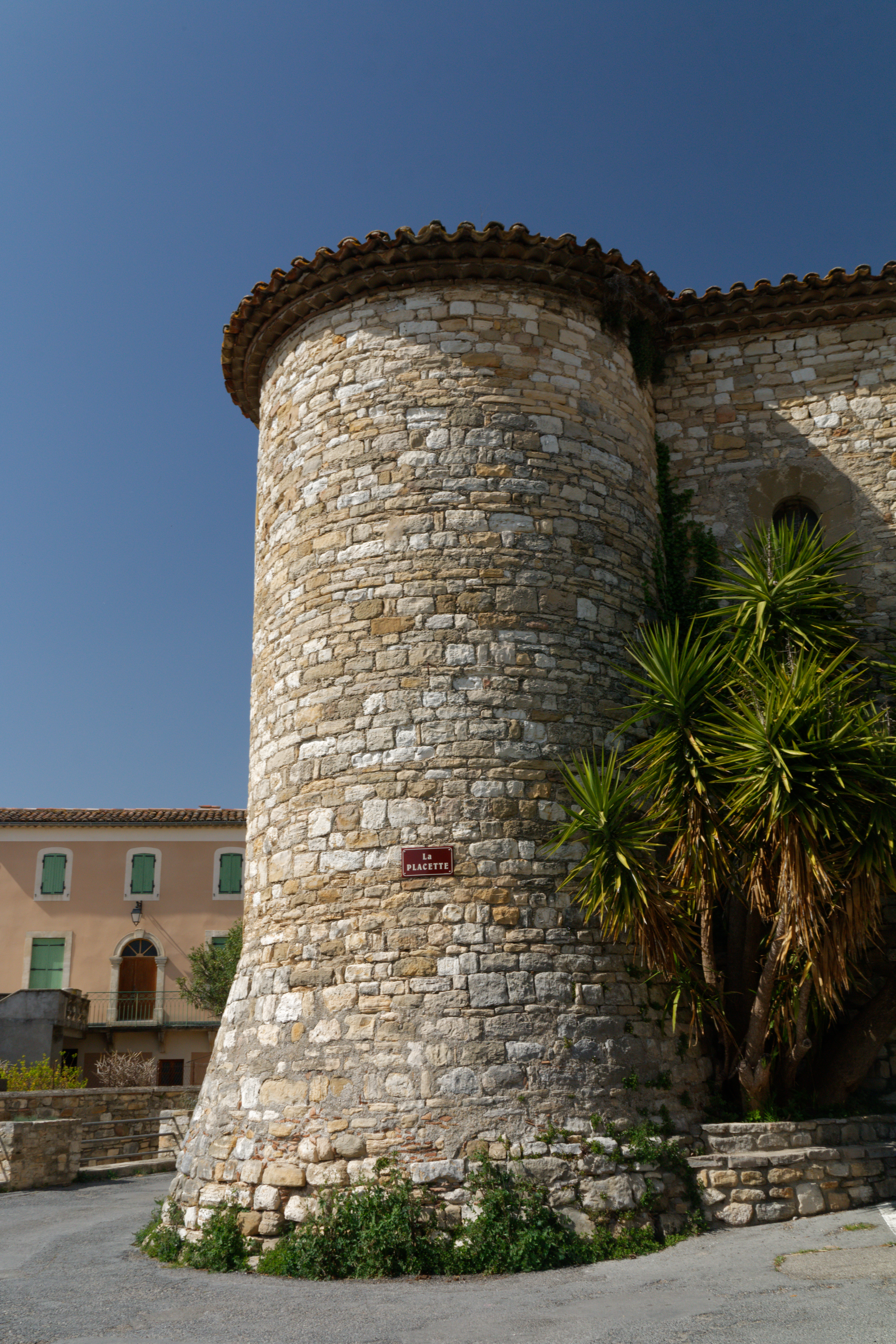
Tour du château fort.

Le village actuel montre de nombreux vestiges des XIIe et XIIIe siècles : l'église, des fragments de mur d'enceinte, les tours d'angles et la tour du château fort. Il reste trois ailes du château, la chapelle castrale et six tours, sur les huit d'origine, qui sont classées aux Monuments Historiques. Des visites guidées sont organisées.

## Politique et administration

### Rattachements électoraux
Pour l'élection des députés, elle fait partie de la quatrième circonscription du Gard.

### Liste des maires
| Période | Période  | Identité          | Étiquette    | Qualité                                                  |
| ------- | -------- | ----------------- | ------------ | -------------------------------------------------------- |
| 1935    | 1941     | Raoul Briançon    |              |                                                          |
| 1947    | 1977     | Edmond Reboul     | SFIO puis PS | Conseiller général du canton de Vézénobres (1945 → 1985) |
| 1977    | 1995     | René Robert       | PS           | Professeur de physique-chimie                            |
| 2001    | 2008     | Jocelyne Nozerand | DVG          |                                                          |
| 2008    | 2014     | Michel Escoffier  |              |                                                          |
| 2014    | 2020     | Fabienne Vezon    |              |                                                          |
| 2020    | En cours | Rémy Bouet        |              |                                                          |

## Population et société

### Démographie
L'évolution du nombre d'habitants est connue à travers les recensements de la population effectués dans la commune depuis 1793. Pour les communes de moins de 10 000 habitants, une enquête de recensement portant sur toute la population est réalisée tous les cinq ans, les populations de référence des années intermédiaires étant quant à elles estimées par interpolation ou extrapolation. Pour la commune, le premier recensement exhaustif entrant dans le cadre du nouveau dispositif a été réalisé en 2006.

En 2022, la commune comptait 713 habitants, en évolution de −8,47 % par rapport à 2016 (Gard : +2,97 %, France hors Mayotte : +2,11 %).
| 1793 | 1800 | 1806 | 1821 | 1831 | 1836 | 1841 | 1846 | 1851 |
| ---- | ---- | ---- | ---- | ---- | ---- | ---- | ---- | ---- |
| 439  | 453  | 451  | 535  | 507  | 546  | 560  | 587  | 612  |

| 1856 | 1861 | 1866 | 1872 | 1876 | 1881 | 1886 | 1891 | 1896 |
| ---- | ---- | ---- | ---- | ---- | ---- | ---- | ---- | ---- |
| 611  | 528  | 580  | 593  | 557  | 526  | 525  | 525  | 522  |

| 1901 | 1906 | 1911 | 1921 | 1926 | 1931 | 1936 | 1946 | 1954 |
| ---- | ---- | ---- | ---- | ---- | ---- | ---- | ---- | ---- |
| 555  | 599  | 635  | 541  | 569  | 577  | 568  | 493  | 526  |

| 1962 | 1968 | 1975 | 1982 | 1990 | 1999 | 2006 | 2011 | 2016 |
| ---- | ---- | ---- | ---- | ---- | ---- | ---- | ---- | ---- |
| 607  | 600  | 564  | 648  | 616  | 658  | 786  | 801  | 779  |

| 2021 | 2022 | - | - | - | - | - | - | - |
| ---- | ---- | - | - | - | - | - | - | - |
| 738  | 713  | - | - | - | - | - | - | - |

### Manifestations culturelles et festivités
L'association « Brignon Patrimoine » organise des recherches archéologiques et historiques, fait des conférences sur l'Histoire de Brignon et son patrimoine archéologique, et organise des visites guidées pour les journées du patrimoine.

## Économie

### Revenus
En 2018  (données Insee publiées en septembre 2021), la commune compte 319 ménages fiscaux, regroupant 741 personnes. La médiane du revenu disponible par unité de consommation est de 18 530 € (20 020 € dans le département).

### Emploi
|                | 2008   | 2013   | 2018   |
| -------------- | ------ | ------ | ------ |
| Commune        | 12,7 % | 10,4 % | 13,5 % |
| Département    | 10,6 % | 12 %   | 12 %   |
| France entière | 8,3 %  | 10 %   | 10 %   |

En 2018, la population âgée de 15 à 64 ans s'élève à 460 personnes, parmi lesquelles on compte 75,9 % d'actifs (62,5 % ayant un emploi et 13,5 % de chômeurs) et 24,1 % d'inactifs,. Depuis 2008, le taux de chômage communal (au sens du recensement) des 15-64 ans est supérieur à celui de la France et du département.
La commune fait partie de la couronne de l'aire d'attraction de Nîmes, du fait qu'au moins 15 % des actifs travaillent dans le pôle,. Elle compte 240 emplois en 2018, contre 247 en 2013 et 279 en 2008. Le nombre d'actifs ayant un emploi résidant dans la commune est de 297, soit un indicateur de concentration d'emploi de 80,9 % et un taux d'activité parmi les 15 ans ou plus de 58,6 %.
Sur ces 297 actifs de 15 ans ou plus ayant un emploi, 47 travaillent dans la commune, soit 16 % des habitants. Pour se rendre au travail, 88,5 % des habitants utilisent un véhicule personnel ou de fonction à quatre roues, 3 % les transports en commun, 4,3 % s'y rendent en deux-roues, à vélo ou à pied et 4 % n'ont pas besoin de transport (travail au domicile).

### Activités hors agriculture

#### Secteurs d'activités
64 établissements sont implantés  à Brignon au 31 décembre 2019. Le tableau ci-dessous en détaille le nombre par secteur d'activité et compare les ratios avec ceux du département,.
| Secteur d'activité                                                                                        | Commune | Commune | Département |
| Secteur d'activité                                                                                        | Nombre  | %       | %           |
| --- | ------- | ------- | ----------- |
| Ensemble                                                                                                  | 64      | 100 %   | (100 %)     |
| Industrie manufacturière, industries extractives et autres                                                | 6       | 9,4 %   | (7,9 %)     |
| Construction                                                                                              | 20      | 31,3 %  | (15,5 %)    |
| Commerce de gros et de détail, transports, hébergement et restauration                                    | 12      | 18,8 %  | (30 %)      |
| Information et communication                                                                              | 1       | 1,6 %   | (2,2 %)     |
| Activités financières et d'assurance                                                                      | 3       | 4,7 %   | (3 %)       |
| Activités immobilières                                                                                    | 1       | 1,6 %   | (4,1 %)     |
| Activités spécialisées, scientifiques et techniques et activités de services administratifs et de soutien | 8       | 12,5 %  | (14,9 %)    |
| Administration publique, enseignement, santé humaine et action sociale                                    | 11      | 17,2 %  | (13,5 %)    |
| Autres activités de services                                                                              | 2       | 3,1 %   | (8,8 %)     |

Le secteur de la construction est prépondérant sur la commune puisqu'il représente 31,3 % du nombre total d'établissements de la commune (20 sur les 64 entreprises implantées  à Brignon), contre 15,5 % au niveau départemental.

#### Entreprises et commerces
Les trois entreprises ayant leur siège social sur le territoire communal qui génèrent le plus de chiffre d'affaires en 2020 sont : 
- Bernard Brignon, travaux de maçonnerie générale et gros œuvre de bâtiment (12 153 k€)
- SARL Bernard Freres, travaux de maçonnerie générale et gros œuvre de bâtiment (1 745 k€)
- Auto Controle Brignon, contrôle technique automobile (145 k€)

### Agriculture
La commune est dans les Garrigues, une petite région agricole occupant le centre du département du Gard. En 2020, l'orientation technico-économique de l'agriculture  sur la commune est la viticulture.
|               | 1988 | 2000 | 2010 | 2020 |
| ------------- | ---- | ---- | ---- | ---- |
| Exploitations | 33   | 22   | 12   | 14   |
| SAU (ha)      | 319  | 221  | 155  | 210  |

Le nombre d'exploitations agricoles en activité et ayant leur siège dans la commune est passé de 33 lors du recensement agricole de 1988  à 22 en 2000 puis à 12 en 2010 et enfin à 14 en 2020, soit une baisse de 58 % en 32 ans. Le même mouvement est observé à l'échelle du département qui a perdu pendant cette période 61 % de ses exploitations,. La surface agricole utilisée sur la commune a également diminué, passant de 319 ha en 1988 à 210 ha en 2020. Parallèlement la surface agricole utilisée moyenne par exploitation a augmenté, passant de 10 à 15 ha.

## Culture locale et patrimoine

### Édifices civils

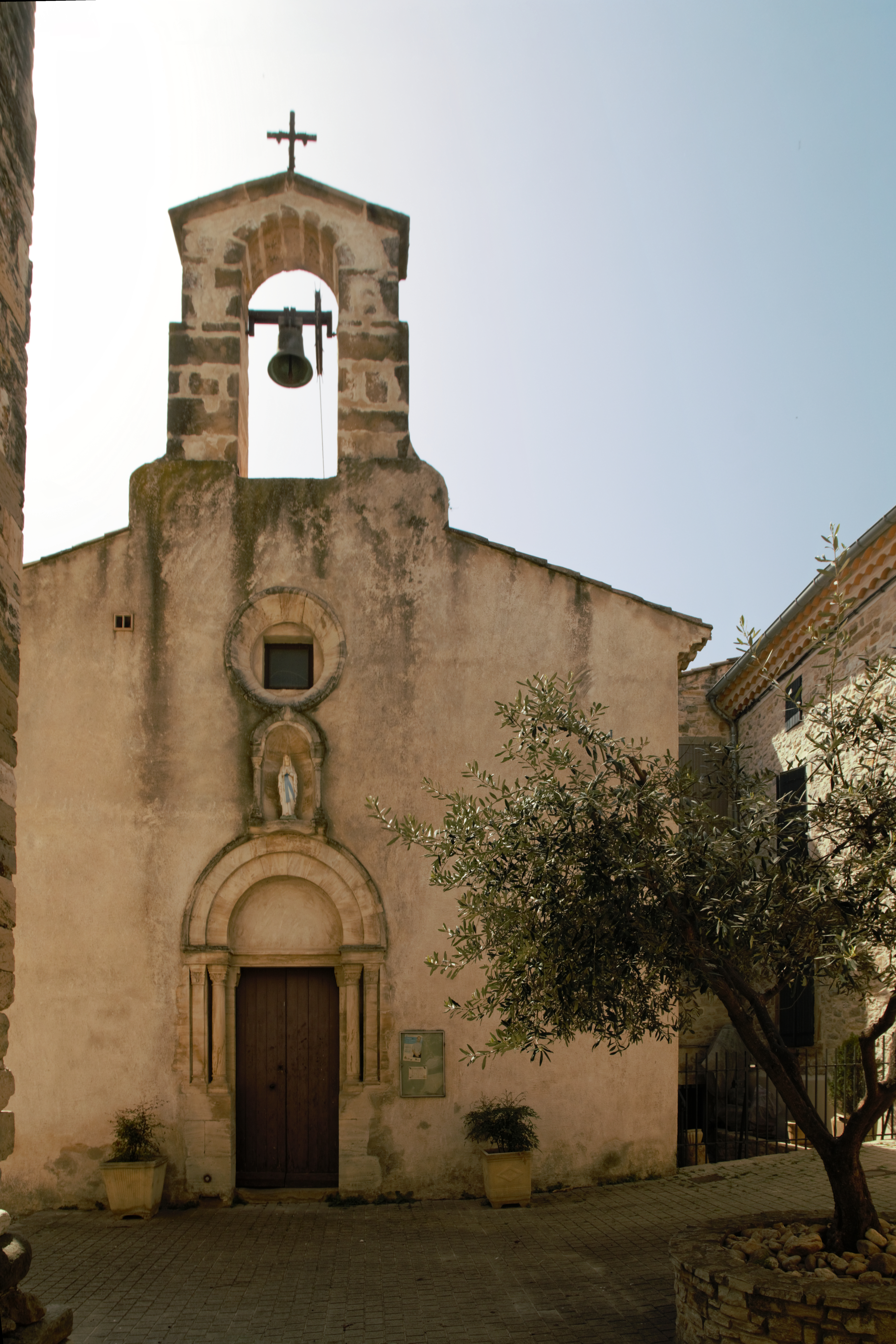
Église Saint-Paul

- L'enceinte de Brignon.

### Édifices religieux
- Église Saint-Paul de Brignon.
- Temple protestant de Brignon.

### Patrimoine culturel
- La bibliothèque communale est installée dans l'ancienne chapelle romane.

### Personnalités liées à la commune
- Frédéric Desmons est né à Brignon.

### Héraldique
| Blason de Brignon | Blason  | D'azur à cinq rochers d'or ordonnés en sautoir.                                                                             |
| Blason de Brignon | Détails | Armes des Raimond de Brignon, seigneurs du village du XIe au XVIIe siècle. Le statut officiel du blason reste à déterminer. |
| Blason de Brignon | Alias   | De vair au chef losangé d'argent et d'azur. Armes attribuées par Charles d'Hozier à la fin du XVIIe siècle.                 |